# Ekkergem
Ekkergem is een wijk in de Belgische stad Gent. In het westen van het stadscentrum, op de rand van de 16de-eeuwse stadskern. Ekkergem vormt met zijn Sint-Martinusparochie en zijn Sint-Martinuskerk een van de oudste parochies van de stad en bleef vele eeuwen een landelijk gehucht.

## Geschiedenis
Oude vermeldingen van de kerk van Ekkergem gaan terug tot de 10de eeuw. Ook oude vermeldingen van de vroegere hoofdstraat door Ekkergem, de Ekkergemstraat, vroeger Akkergemstraat en Akkergemplaets gaan terug tot die periode. De oudste elementen van de huidige kerk gaan terug tot het einde van de 12de eeuw. Het gebied lag tussen de stadskern en het meersengebied bij de Leie in het zuidwesten. Op het einde van de 13de eeuw werd het leen van ridder Raas van Gavere, het zogenaamde Ser Raas Gerechte en Ekkergem, aan de stad Gent overgedragen.
In de 15de eeuw werd in Ekkergem het klooster van Deynze opgericht, aanvankelijk een refugiehuis van het begijnhof van Deinze. In de 16de eeuw bevond zich hier ook een klooster van de zusters Maricolen. Beide kloosters zouden op het eind van het ancien régime worden opgeheven. Op oude landkaarten zijn in Ekkergem verscheidene windmolens te zien.
Ekkergem kwam binnen de 16de-eeuwse stadsomwalling te liggen, maar bleef landelijk en was bekend om zijn tuinbouw en bloementeelt. Ten noorden lag, buiten de omwallingen, het landelijk gehucht Rooigem, ten zuidoosten de Bijloke. Voor de kerk bevond zich een poortje met brug in de omwalling, het Scheiergat of Scheyergat. Door het graven van de Coupure in de 18de eeuw werd Ekkergem enigszins afgescheiden van de stadskern, maar deze Coupure werd ook een nieuwe aantrekkingsas voor de buurt. De Ferrariskaart uit de jaren 1770 toont deze landelijk wijk als "Ackerghem", gelegen aan de stadsrand. In die periode werd aan de Coupure het Rasphuis opgetrokken. Eind 18de eeuw werden onder keizer Jozef II al een deel van de vestingen gesloopt en zo ontstond in het noorden van Ekkergem de promenade Nieuwe Wandeling.
In de loop van de 19de eeuw werd het gebied verder verstedelijkt, toen een deel van Ekkergem werd verkaveld. In 1860 werden de stadsvesten helemaal gedempt en de volgende jaren werden op de plaats van de vroegere vesten brede boulevards aangelegd. Aan de Nieuwe Wandeling was nog een open ruimte en daar werd een nieuwe Gevangenis van Gent opgetrokken met de naam Nieuwewandeling. Verschillende bedrijven, zoals een vlasfabriek en een blekerij, vestigden zich langs een arm van de Leie in het zuiden van Ekkergem.
In de 20ste eeuw werd Ekkergem verder verstedelijkt. De bedrijven verdwenen uiteindelijk. Het Rasphuis verdween in 1937 en in de plaats kwam de Landbouwhogeschool, nu de campus van de faculteit bio-ingenieurswetenschappen van de Universiteit Gent. Ook het zuidelijk gebied, buiten de vroegere omwalling veranderde grondig. In de jaren 50 werd het eiland Malem verstedelijkt, tot dan toe een landelijk gebied bij Ekkergem. De Leiearm bij Ekkergem werd gedempt en in de Neermeersen werd de Watersportbaan aangelegd. In 1982 verhuisde het Bijlokeziekenhuis, nu onderdeel van het AZ Jan Palfijn Gent, naar nieuwe gebouwen tussen Ekkergem en de Watersportbaan. De promenades op de vroegere stadsvesten werden in de loop van de eeuw als onderdeel van de Gentse stadsring (R40) een drukke verkeersweg, en ook de Nieuwe Wandeling werd een belangrijke verkeersader door de stad (N430).

## Zie ook

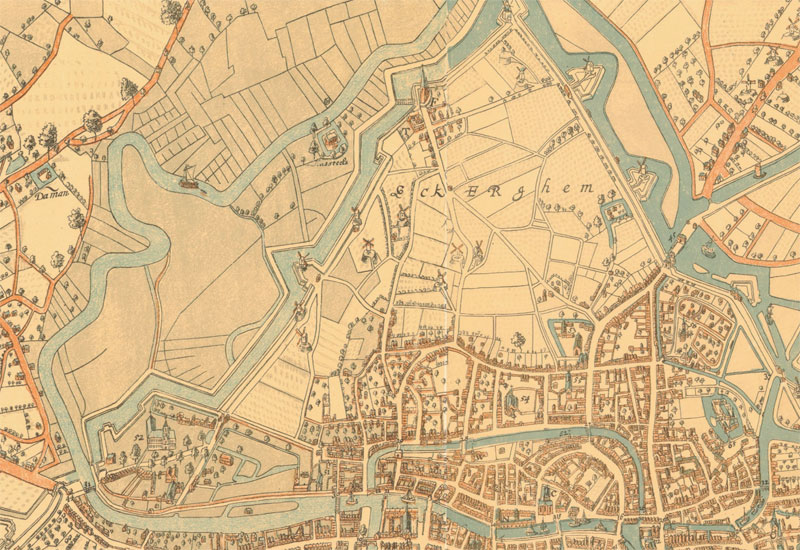
Ekkergem (boven), 1619
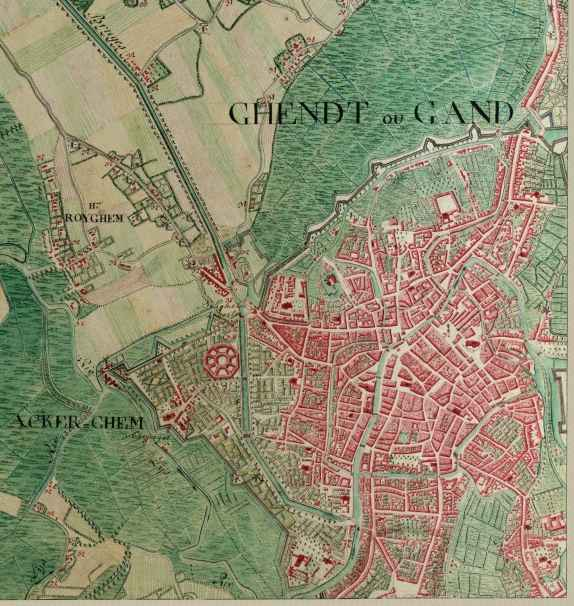
Ekkergem (links) op de Ferrariskaarten